# Мурино (Слюдянский район)
Му́рино (бур. Мүрэн) — посёлок в Слюдянском районе Иркутской области. Входит в Новоснежнинское муниципальное образование.

## География
Находится на южном берегу Байкала (центр посёлка в 1 км от берега озера), в предгорьях Хамар-Дабана, в 19 км по автодороге западнее центра сельского поселения — посёлка Новоснежная. Природная зона близ посёлка — светлохвойная тайга, переходящая по закону высотной поясности в темнохвойную.
Через посёлок проходит Транссибирская магистраль, здесь располагается остановочный пункт Мурино Восточно-Сибирской железной дороги. В 2,5 км к югу от центра посёлка проходит федеральная трасса Р258 «Байкал»
В 1 км к западу и югу от Мурино протекает река Хара-Мурин (от бур. Хара мүрэн — «чёрная река»), впадающая в Байкал, и устье которой находится в 2 км к северо-западу от посёлка.

## Название
Восходит к гидрониму  бур. Хара мүрэн / русск. Хара-Мурин.

## История

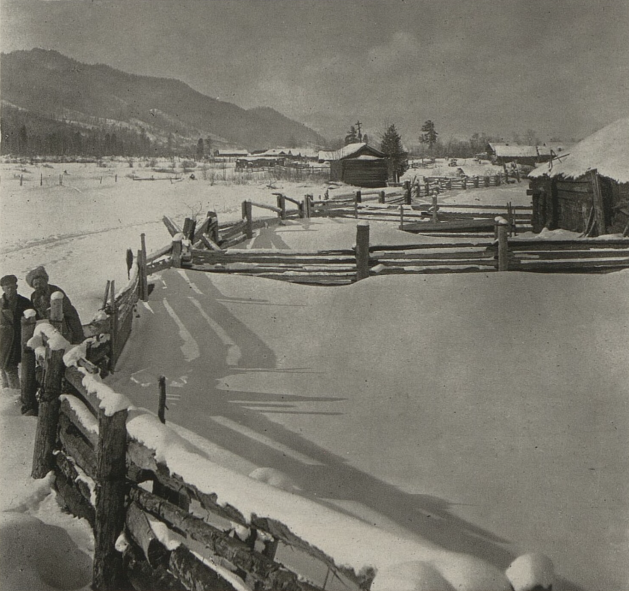
Легионеры Чехословацкого корпуса в Мурино в декабре 1918 года.

Мурино было основано в 1874 году как почтовая станция на Кругобайкальском тракте. В 1904 году через посёлок была проложена Транссибирская железнодорожная магистраль. В 1905 году построена одноимённая станция. Демонтирована в 2006 году. В  июле—августе 1918 года на станции Мурино происходили ожесточённые бои в ходе Гражданской войны.

## Население
| 2002 | 2010 | 2011 | 2012 |
| ---- | ---- | ---- | ---- |
| 186  | ↘149 | →149 | ↗157 |

## Инфраструктура
Сельский клуб культуры.

## Транспорт
Мурино  доступно автотранспортом.